# Ceuthauxus cruzanus
Ceuthauxus cruzanus är en mångfotingart som beskrevs av Chamberlin 1943. Ceuthauxus cruzanus ingår i släktet Ceuthauxus och familjen Rhachodesmidae. Inga underarter finns listade i Catalogue of Life.